# Kolean
Els Kolean van ser nobles (nakharark) d'una dinastia efímera d'Armènia que va governar el districte o comarca de Kola (al sud d'Ardahan i a l'oest de Kars). Haurien sorgit cap al segle iv com a branca menor d'un dinastia indeterminada.
Només se'ls menciona a la rebel·lió del 451, quan Vardanes II Mamiconi es va aixecar contra el rei Isdigerdes II.